# Rathaus Gehrden

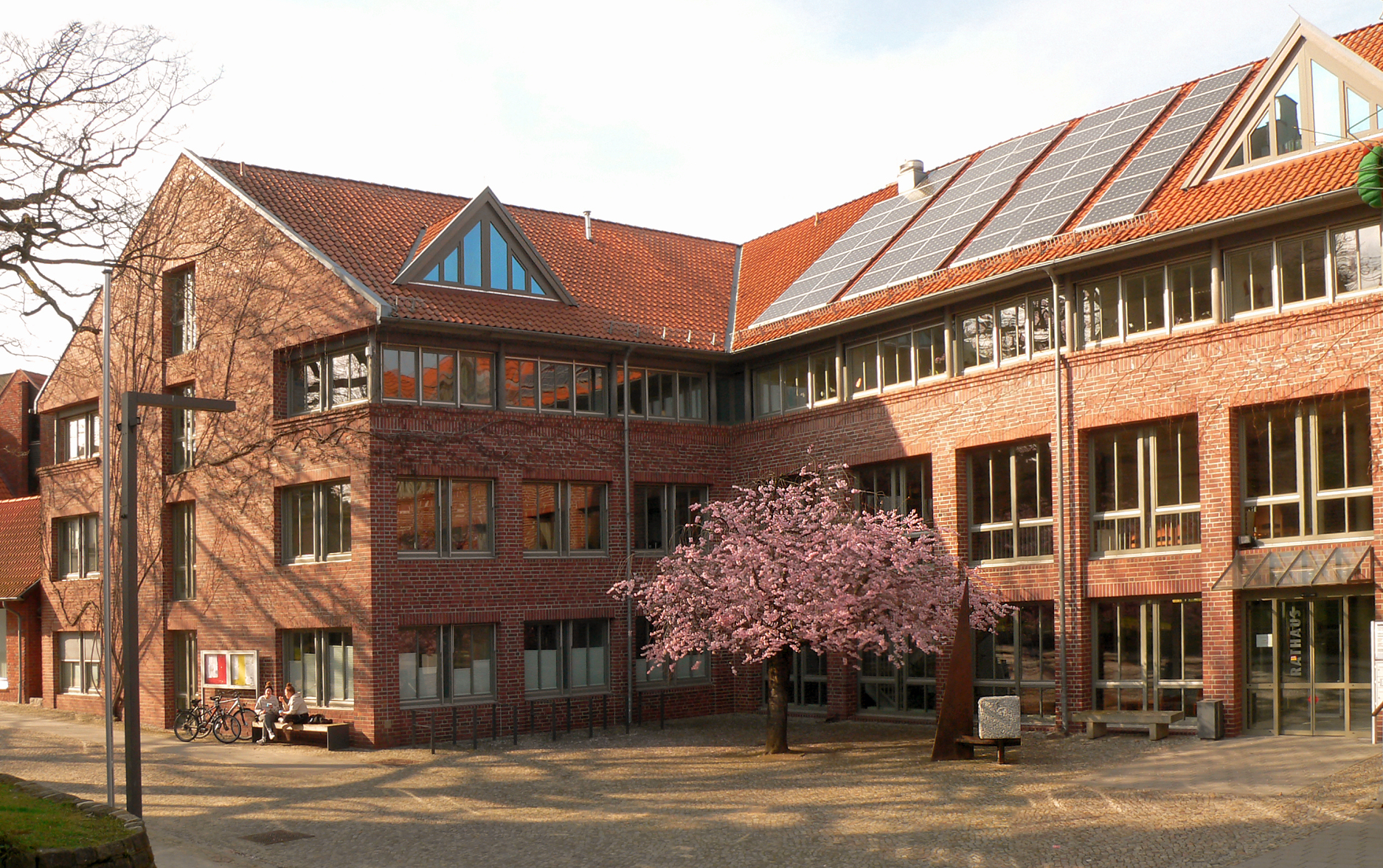
Gehrden Rathaus (2024)

Das Rathaus der Stadt Gehrden befindet sich an der Kirchstraße in der Innenstadt von Gehrden in Niedersachsen. Es ist aufgrund seiner Lage und seiner Gestaltung stadtbildprägend.

## Beschreibung
Das Rathaus ist ein Backsteinbau mit rotbraunen Ziegeln als dominierenden Fassadenmaterial. Diese traditionelle Bauweise ist typisch für Norddeutschland. Das Rathaus verfügt über ein Satteldach mit roten Tonziegeln. Gleichzeitig wurden große Fensterelemente eingesetzt, um Licht ins Innere gelangen zu lassen und einen Kontrast zur Massivität des Ziegelbaus zu setzen. Das Gebäude orientiert sich an einer offenen Platzsituation.

## Baugeschichte
Die Grundsteinlegung für den Rathausbau erfolgte am 4. Oktober 1990. Diese rief zunächst Widerstand in der Bevölkerung hervor, da dafür unter anderem das zuvor als Rathaus genutzte Gebäude weichen musste. Das vorherige Rathaus, das von 1820 bis 1876 auch als Schule diente, wurde auf einem Grundstück in unmittelbarer Nähe transloziert. Der Rathausneubau wurde im Juni 1992 offiziell eröffnet. Mittlerweile gilt das Rathaus als eines der Wahrzeichen der Stadt. Aufgrund der gestiegenen Mitarbeiterzahlen wird das Rathaus im Jahr 2025 um einen dreigeschossigen Anbau mit 350 m² Nutzfläche erweitert. Dieser Anbau fügt sich in die Gestalt des Bestandsbaus ein.